# Syncratus
Syncratus is een geslacht van vlinders van de familie bladrollers (Tortricidae), uit de onderfamilie Tortricinae.

## Soorten
- S. paroecus Common, 1965
- S. scepanus Common, 1965